# エンドクレジット

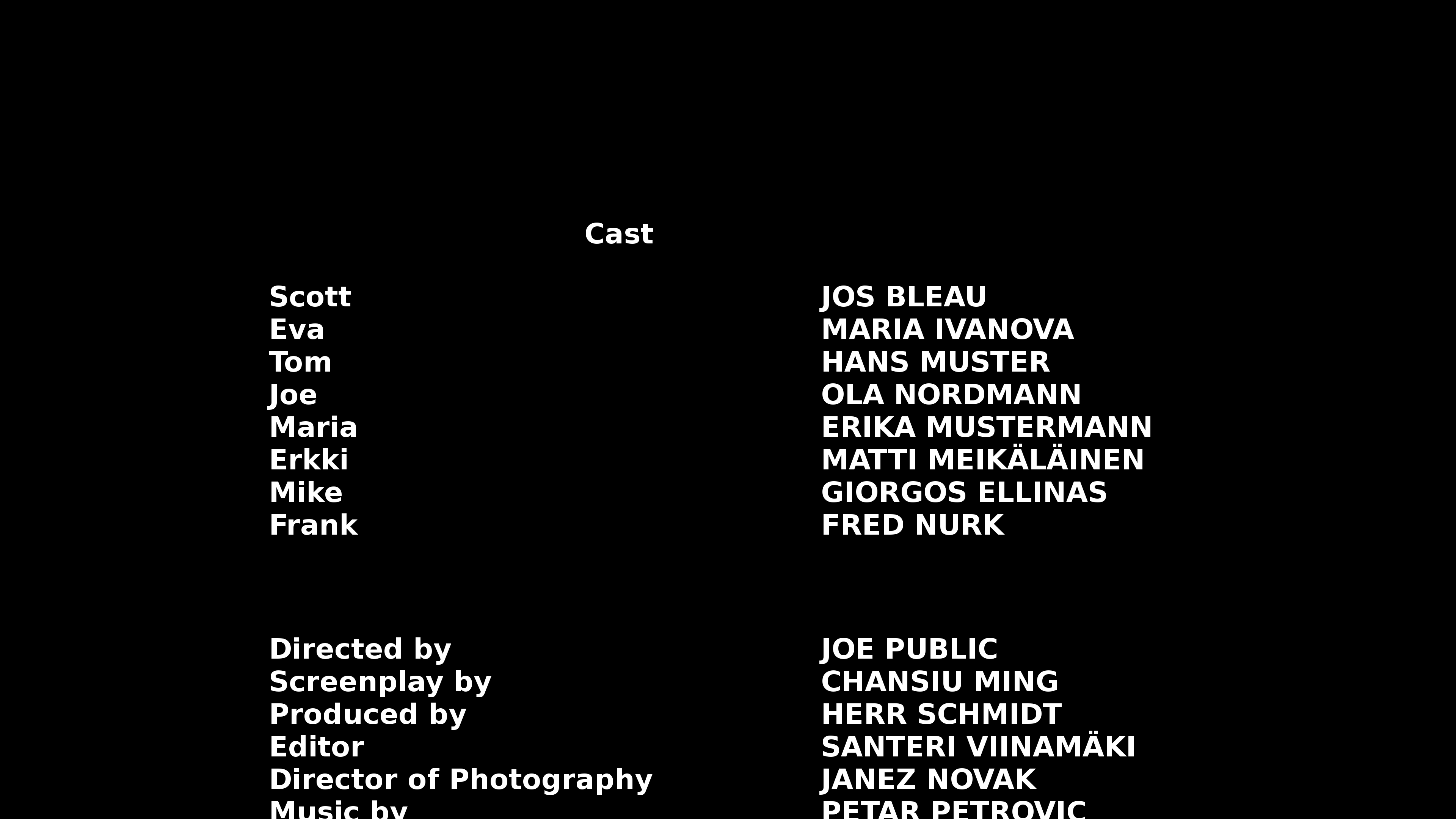
エンドクレジットの例

エンドクレジットは、特定の映画、テレビ番組、またはビデオゲームの出演者（キャスト）と製作・制作者（スタッフ）のリストのことである。クレジットタイトルの一種。オープニングクレジットが作品の最初に表示されるのに対し、エンドクレジットは作品の最後に表示される。フルセットのクレジットには、キャストやスタッフだけでなく、制作スポンサーや配給会社、作品のためにライセンスまたは作曲された音楽作品、著作権などの様々な法的免責事項なども含まれる。
エンドクレジットは、黒一色の背景に白い文字で表示され、音楽をバックにすることが多い。クレジットは、一連の静的なフレームか、画面の下から上にスクロールする単一のリストである。時には、この標準的な形式から外れて別の方向にスクロールしたり、イラスト、追加シーン、NGシーン、ジョーククレジット、ポストクレジットシーンなどが含まれることもある。
映画のクロージング・クレジットに制作スタッフやキャストを完全に記載することがアメリカ映画で定着したのは、1960年代後半から1970年代前半のことである。一般的にはオープニングクレジットのみで、主要なキャストとスタッフだけで構成されていたが、最後にキャストの名前と彼らが演じたキャラクターが表示されることもあった。オープニングクレジットがほとんどなく、クロージングクレジットが充実していた最初の大作映画は、『八十日間世界一周』（1956年）と『ウエスト・サイド物語』（1961年）の2作であった。『ウエスト・サイド物語』では冒頭にタイトルだけが表示され、『八十日間世界一周』ではオープニングクレジットが全くなかった。